# L'apprendistato di Duddy Kravitz
L'apprendistato di Duddy Kravitz (titolo originale The Apprenticeship of Duddy Kravitz) è un romanzo di formazione di Mordecai Richler, pubblicato per la prima volta in Canada nel 1959, ed in Italia nel 2006 da Adelphi. Racconta il percorso di crescita di un ragazzo ebreo dagli anni quaranta al dopoguerra, nella sua corsa sfrenata verso il successo economico.
Dal romanzo nel 1974 fu realizzata una trasposizione cinematografica (titolo del film in italiano Soldi ad ogni costo) per la regia di Ted Kotcheff, con Richard Dreyfuss nel ruolo di Duddy Kravitz. Per questo film Richler ottenne una candidatura all'Oscar assieme allo sceneggiatore Lionel Chetwynd  per la categoria soggetto non originale.

## Trama
Duddy Kravitz, nipote del rispettato calzolaio Simcha, è un bambino cattivo e furbo, così hanno stabilito i vecchi del quartiere ebraico di Montreal. Ed il ragazzo fa quanto possibile per confermare questo giudizio, rendendo un inferno la vita di chiunque non incontra le sue simpatie, a partire dal signor MacPherson, il suo insegnante. L'aver perso presto la madre, di cui conserva pochi e vaghi ricordi, e la scarsa considerazione che ottiene da parte del resto della famiglia, a partire dal padre, possono in parte spiegare un carattere così difficile. Oltretutto per chi nasce in St. Urbain Street la vita non è semplice, se non si dimostra di saper farsi valere. Ma Duddy sa cosa vuole dalla vita. "Un uomo senza terra non è nessuno", così gli ha detto nonno Simcha, e Duddy vuole diventare qualcuno, uno come il Boy Wonder, l'idolo di suo padre. Ed anche il destino sembra indicargli la via, quando durante il suo primo vero lavoro, come cameriere in una stazione turistica locale, scopre la terra che cercava, grazie ad Yvette, anche lei cameriera nello stesso albergo. 
Da quel momento tutta la vita del giovane diventa una folle corsa per trovare i soldi necessari per impossessarsi di quella terra, inventandosi nuovi lavori e trasformando ogni situazione in occasione di guadagno, persino quando dovrà intervenire per salvare il fratello Lennie da una pericolosa leggerezza che potrebbe costargli l'espulsione dall'università. Non importa se questo vorrà dire mentire in continuazione, spremere le proprie energie oltre ogni limite della sopportazione, trascurare Yvette ed il suo amore sincero, sfruttare la disponibilità di una persona semplice e generosa come lo sfortunato Virgil, conosciuto per caso su un treno e reclutato come dipendente tuttofare. Nulla può essere più importante della realizzazione del suo sogno.
Ma Duddy è comunque un essere umano, e prima la grave malattia di zio Benji, poi un pauroso incidente d'auto che mette a rischio la vita ed il futuro di Virgil, si rivelano colpi troppo forti per un equilibrio già molto fragile. Con la morte di suo zio la corda troppo tesa si spezza definitivamente, i nervi cedono, ed il ragazzo si ritrova a dover dichiarare fallimento, chiudendo le attività in cui era impegnato. Questo gli permetterà di tornare ad avvicinare Yvette e Virgil, cullando per un breve periodo l'idea di cambiare radicalmente vita, seguendo i consigli lasciati dallo zio. Ma l'illusione durerà poco, la belva dell'ambizione è ancora forte dentro Duddy, e quando si prospetterà l'occasione di venire in possesso degli ultimi appezzamenti di terreno che mancavano per completare il suo sogno, ogni mezzo sarà lecito per raggiungere il suo obbiettivo. Ma stavolta il prezzo si rivelerà molto più alto del previsto.

## Personaggi
- Duddel "Duddy" Kravitz. Un ragazzo divorato dall'ambizione e dalla volontà di riscattarsi dalla sua condizione di figlio e nipote poco considerato dal resto della famiglia, che ama a modo suo. Ossessionato dal sogno di possedere una terra propria, a qualunque costo, riuscirà alla fine a raggiungere il suo obbiettivo, ma ad un prezzo alto.
- Max Kravitz. Padre di Duddy, dotato di una personalità grossolana e sanguigna, sostanzialmente inadatto nel suo ruolo di genitore, soprattutto nei confronti del figlio minore.
- Leonard "Lennie" Kravitz. Fratello maggiore di Duddy, impegnato al massimo nello studio a cui è predestinato, si rivela alquanto sprovveduto e incapace di difendersi dalla falsità di alcune persone che lo sfrutteranno. Si salverà solo grazie all'aiuto di Duddy.
- Simcha Kravitz. Nonno di Duddy, originario della Polonia, ha avuto una vita dura, sempre condotta nel segno del rigore e della correttezza, e per questo si è guadagnato il rispetto di tutti, anche del nipote.
- Benji Kravitz. Il figlio maggiore di nonno Simcha e zio di Duddy, destinato a diventare l'uomo di successo della famiglia, un matrimonio infelice metterà fine alla sua fortuna, fino ad un triste epilogo.
- Yvette Durelle. Ragazza semplice e gentile, si innamora di Duddy seguendolo nella sua febbrile corsa verso il suo obbiettivo, fino al momento in cui troverà la forza di ribellarsi, lasciandolo.
- Jerry Dingleman. Soprannominato "Boy Wonder" per la straordinaria capacità di farsi largo nel   rischioso mondo delle scommesse, è l'idolo del padre di Duddy, provenendo da St. Urbain Street.
- Virgil Roseboro. Ragazzo ingenuo e generoso, epilettico che non si rassegna alla sua malattia. Conosce Duddy per caso durante un viaggio e ne diventa collaboratore, venendone impietosamente sfruttato.

## Edizioni italiane
- Mordecai Richler, L'apprendistato di Duddy Kravitz, traduzione di Massimo Birattari, Adelphi, 2006  [1959], ISBN 88-459-2100-X.